# 389 до н. е.

## Події
- Спартанські експедиційні сили перепливли Коринфську затоку, щоб напасти на Акарнанію, союзника антиспартанської коаліції.
- афіняни почали атаку острова Егіна.
- В Боспорській державі до влади приходить Левкон I.
- Заснована триба Arn(ensis).
- Фрасибул відплив до Геллеспонту, приєднав до Афін численні острови і міста, що знаходилися близько малоазійських і фракійських берегів (Херсонес Фракійський, Візантій, Калхедон тощо).
- Спалах яскравої нової зорі в сузір'ї Орла.
- Військовий трибун з коснульськими повноваженнями — Авл Манлій Капітолін.

## Народились
- Гіперід —  давньогрецький майстер красномовства, афінський політичний діяч, очільник патріотичної партії з 324 до 322 року до н. е.

## Померли
- Сатир I — цар Боспорської держави з династії Спартокідів. Син і спадкоємець царя Спартока I.